# ديف كامبل (لاعب كرة قدم أمريكية)
ديف كامبل (بالإنجليزية: Dave Campbell)‏ هو لاعب كرة قدم أمريكية أمريكي، ولد في 5 سبتمبر 1873 في والثام في الولايات المتحدة، وتوفي في 30 يونيو 1949 في كامبريدج في الولايات المتحدة.